# Sultan Saif
Sultan Saif (Arabic:سلطان سيف) (sinh ngày 10 tháng 6 năm 1993) là một cầu thủ bóng đá người Các Tiểu vương quốc Ả Rập Thống nhất. Hiện tại anh thi đấu cho Ittihad Kalba.